# رومان لي رو
رومان لي رو (بالفرنسية: Romain Le Roux)‏ هو دراج فرنسي، ولد في 3 يوليو 1992 في Guipavas ‏ في فرنسا.

## وصلات خارجية
- رومان لي رو على موقع الاتحاد الدولي للدراجات (الإنجليزية)
- رومان لي رو على موقع أرشيف الدراجات (الإنجليزية)
- رومان لي رو على موقع إحصائيات الدراجات الإحترافية (الإنجليزية)
- رومان لي رو على موقع نسبة الدراجات (الإنجليزية)